# Seval Yavuz
Seval Yavuz (* 1970 in Zara, Sivas) ist eine türkische Sängerin und Sazspielerin der  alevitischen Konfession.
Seval Yavuz zählte Anfang der 1980er Jahre bis zu den 1990er Jahren zu den aktivsten alevitischen Sängerinnen. Sie galt wie ihre Kollegin Mutlu Güler als ein Kassettenstar der alevitischen Musik. Zusammen mit Nilüfer Akbal, Gülizar Akkus und Mutlu Güler nahm sie beim Projekt Dört Dilden Dört Telden (dt.: Von vier Saiten (Saz) und vier Stimmen) teil. Ihr letztes Album brachte sie 1995 auf den Markt, heute lebt sie in Istanbul.

## Alben
- Mahbube & Elleri Ver Elime
- Oy Ceylan Gözlerin
- Sen Oyna Bebeğim
- Türbanlım
- Dört Dilden Dört Telden II

| Personendaten    | Personendaten                       |
| ---------------- | ----------------------------------- |
| NAME             | Yavuz, Seval                        |
| KURZBESCHREIBUNG | türkische Sängerin und Sazspielerin |
| GEBURTSDATUM     | 1970                                |
| GEBURTSORT       | Zara, Sivas                         |